# Jumping the string
Con il termine inglese jumping the string (letteralmente "salto della corda") si indica, nella pratica del tiro con l'arco venatorio, il fenomeno per il quale gli animali da preda fuggono in maniera istintiva nel momento in cui percepiscono il rumore secco prodotto da un arco allo scoccare di una freccia, cosicché essi escono dalla traiettoria della freccia prima che questa possa arrivare al bersaglio.
È noto che animali da preda, specialmente gli ungulati, siano molto reattivi ai rumori improvvisi, rendendo quindi l'attività venatoria con l'arco particolarmente difficile.
Sono possibili alcuni accorgimenti per attenuare questo fenomeno, tra cui l'uso dei silenziatori acustici (ovvero delle frange di gomma da applicare alla corda in vicinanza dei flettenti) oppure dei "brush button" (ossia sfere di gomma a contatto con i flettenti). I silenziatori attenuano il rumore elastico della corda al momento dello scocco della freccia, rallentandone però la velocità.
Un altro sistema, da utilizzare assieme ai silenziatori, è quello di cercare di ridurre il più possibile la distanza tra l'arciere e la preda. A tal proposito, sarebbe opportuno non tentare mai il tiro a distanze superiori ai 30 metri.